# 장보리 (의사)
장보리(중국어 간체자: 张伯礼, 정체자: 張伯禮, 병음: Zhāng Bólǐ, 1948년 2월 26일 ~ )는 중국의 의사이다.

## 생애
장보리는 1948년에 톈진시 난카이구에서 태어났으며 본적은 허베이성 싱타이시 닝진현이다. 1982년 7월에 톈진 중의학원(현재의 톈진 중의약 대학)에서 중의내과학 석사 학위를 취득했으며 1982년 9월부터 1992년 7월까지 톈진 중의학원 산하 중의연구소실 주임을 역임했다. 1992년 7월에는 톈진 중의학원 산하 중의공정연구소 소장으로 임명되었고 1999년 12월에는 톈진 중의학원 제1부속의원 부원장으로 임명되었다.
장보리는 2002년 8월부터 2006년 10월까지 톈진 중의학원 원장을 역임했다. 2003년에는 중국에서 일어난 사스 유행 시기에 중의학을 활용한 중증급성호흡기증후군(SARS, 사스) 치료법을 공개하여 이름을 널리 알렸으며 2005년에는 중국공정원 원사로 임명되었다. 1988년에는 중국 공산당에 입당했고 2008년부터 2018년 사이에 제11·12·13대 전국인민대표대회 대표로 임명되었다.
장보리는 2020년에 중국에서 일어난 코로나19 범유행 시기에 중의학을 활용한 코로나바이러스감염증-19(코로나19) 치료법을 공개했다. 또한 중앙 안내팀의 승인을 받은 208명의 의료 전문가들과 함께 후베이성 우한시 현지에 건립된 장샤 팡창 병원에서 코로나19 환자들을 치료했다. 장보리의 아들인 장레이(張磊) 또한 의사로 근무했다. 장레이는 코로나19 환자를 치료하기 위해 우한시에 파견되었지만 아버지와 아들은 우한시에서 전염병이 사그라들 때까지 만나지 못했다고 한다. 2020년 9월 8일에는 코로나19 퇴치에 앞장선 공로를 인정받아 중국 정부로부터 인민영웅 칭호를 받았다.